# チョチェク
チョチェク（セルビア・クロアチア語:чочек / čoček）は、バルカン半島で19世紀頃興った音楽のジャンル、およびダンス。主にロマ（ジプシー）民族により演奏されるロマ音楽の一種である。ブラス楽器で演奏されることも多く、英語ではジプシー･ブラスと呼ばれることもある。その音楽は快感のある高速ブラスとして知られている。その迫力のあるスピードから世界最速のブラスだとも言われている。

## 概要
チョチェクはもともと、オスマン帝国の軍楽隊の音楽に由来し、ブルガリアやセルビア、マケドニア、ルーマニアなど、オスマン帝国の影響下の地域で広がっていった。そのため、地域ごとに異なる特色を帯び、多様性のあるものとなっている。主に、各地でロマ（ジプシー）によって受け継がれ、結婚式やパーティーの音楽として定着していった。チョチェクは主にロマ、そしてアルバニアやコソボ、マケドニアなどのアルバニア人の間で特に盛んである。また、ベリーダンスの伴奏などとして頻繁に使用されてきた。

## 日本での認知
かつては日本では全く知られていなかったが、日本では2001年よりアルバムも配給しているコンサート制作会社のプランクトンの尽力により少しずつ人気を集め始める。ドイツのラフル・マルシャレック監督による、ルーマニアのジプシー･ブラス・バンド、「ファンファーレ・チョカルリア」のドキュメンタリ映画「炎のジプシーブラス ～地図にない村から～」の公開、また同ブラス・バンドの来日公演にて認知し始め、人気を得た。2006年に映画「ジプシー・キャラバン」が制作され、チョルカリアや、同じくルーマニア出身のタラフ・ドゥ・ハイドゥークス等がタイアップされた。

## 特徴
バルカン半島に共通するキュチェクの典型的なものは、9/8拍子による音楽で、おおきく次の2種類がある。
- 2-2-2-3 に分かれるもの。
- 2-2-3-2 に分かれるもの。「gypsy 9」とも呼ばれる。

このほかに、旧ユーゴスラビア圏においては、4/4拍子や7/8拍子のものもある。

## 各言語ごとの呼び名
各言語によって次のように呼ばれている。
- チョチェク : セルビア語、クロアチア語、ボスニア語、マケドニア語（чочек / čoček）
- チュチェク : アルバニア語（qyqek）
- キュチェク : ブルガリア語（кючек / kyuchek）
- 英語ではジプシー・ブラス（Gypsy brass）と呼ばれることもある。